# Giorgio Capitani
Giorgio Capitani (Parigi, 29 dicembre 1927 – Viterbo, 25 marzo 2017) è stato un regista, sceneggiatore e attore italiano.

## Biografia

### Carriera
Non ancora diciannovenne, si forma collaborando a film di cassetta a basso costo che gli forniscono le basi per cominciare a dirigere in proprio a partire dai primi anni cinquanta. Realizza melodrammi e film di genere, prima di passare alla commedia all'italiana con titoli quali L'arcangelo (1969), Pane, burro e marmellata (1977), Vai avanti tu che mi vien da ridere (1982) e Missione eroica - I pompieri 2 (1987).
L'esperienza del racconto semplice e per tutti, privo di velleità pseudoautoriali, gli apre le porte della televisione per la quale firma numerose fiction di successo a partire dalla fine degli anni Ottanta.
Nel 2008 ha partecipato al documentario Il falso bugiardo di Claudio Costa, dedicato allo sceneggiatore Luciano Vincenzoni che una trentina di anni prima collaborò al suo film Bruciati da cocente passione.

### Vita privata
Era sposato con Simona Tartaglia dalla quale ha avuto la figlia Vanessa.

### La morte
Muore il 25 marzo 2017 a Viterbo, dove visse negli ultimi anni, presso l'ospedale di Belcolle all'età di 89 anni. I funerali si sono svolti il 27 marzo, a Viterbo, nella chiesa di Santa Rosa hanno visto la partecipazione di moltissimi viterbesi e di molte autorità della città; il pomeriggio dello stesso giorno, la salma è stata trasferita a Roma, dove è stata celebrata, alle 15:30 la cerimonia funebre presso la basilica di Santa Maria in Montesanto, nota come la Chiesa degli artisti a piazza del Popolo, al quale furono presenti alcuni volti del cinema; successivamente è stato tumulato nella tomba di famiglia presso il cimitero Monumentale del Verano a Roma.

## Filmografia

### Regista

#### Cinema
- Delirio, co-regia di Pierre Billon (1954)
- Piscatore 'e Pusilleco (1954)
- Il piccolo vetraio (1955)
- La trovatella di Milano (1956)
- Donne senza paradiso - La storia di San Michele (Axel Munthe - Der Arzt von San Michele), co-regia di Rudolf Jugert (1962)
- Ercole, Sansone, Maciste e Ursus gli invincibili (1964)
- Che notte, ragazzi! (1966)
- Ognuno per sé, firmato con lo pseudonimo George Holloway (1968)
- La notte è fatta per... rubare (1968)
- L'arcangelo (1969)
- La schiava io ce l'ho e tu no (1973)
- La pupa del gangster (1975)
- Bruciati da cocente passione (1976)
- Pane, burro e marmellata (1977)
- Io tigro, tu tigri, egli tigra, (secondo e terzo episodio), con Paolo Villaggio e Enrico Montesano (1978)
- Aragosta a colazione (1979)
- Odio le bionde (1980)
- Bollenti spiriti (1981)
- Teste di quoio (1981)
- Vai avanti tu che mi vien da ridere (1982)
- Missione eroica - I pompieri 2 (1987)
- Rimini Rimini - Un anno dopo (episodio Vu cumprà), firmato in co-regia con Bruno Corbucci (1988)
- Arrivederci e grazie (1989)

#### Televisione
- Profumo di classe (1979)
- Sentiments, 1 episodio (1987)
- E non se ne vogliono andare! (1988)
- E se poi se ne vanno? (1989)
- David e David (1989)
- Un cane sciolto (1990)
- Un cane sciolto 2 (1991)
- Un cane sciolto 3 (1992)
- Il coraggio di Anna (1992)
- Alta società (1992)
- Un figlio a metà (1992)
- Un figlio a metà - Un anno dopo (1994)
- Italian Restaurant (1994)
- Natale con papà (1995)
- Il maresciallo Rocca (1996-2005)
- Un prete da strada (1996)
- Un prete tra noi (1997)
- Mio figlio ha 70 anni (1999)
- Commesse (1999)
- Il ritorno del piccolo Lord (2000)
- Anna (2000)
- La memoria e il perdono (2001)
- Papa Giovanni - Ioannes XXIII (2002)
- Mai storie d'amore in cucina (2004)
- Rita da Cascia (2004)
- Edda (2005)
- Callas e Onassis (2005)
- Papa Luciani - Il sorriso di Dio (2006)
- Il generale Dalla Chiesa (2007)
- Puccini (2009)
- Enrico Mattei - L'uomo che guardava al futuro (2009)
- Ho sposato uno sbirro (2008-2010)
- Dove la trovi una come me? (2011)
- Il restauratore (2012)

### Attore
- Divisione Folgore, regia di Duilio Coletti (1954)
- Un'isola (1986)
- Che Dio ci aiuti, prima stagione (2012)
- Il sindaco pescatore, regia di Maurizio Zaccaro (2016)

### Aiuto regista
- Guglielmo Tell (1949)
- La fiamma che non si spegne (1949)
- Ultimo incontro (1951)
- Amor non ho... però... però (1951)
- Una donna ha ucciso (1952)
- Il boia di Lilla - La vita avventurosa di Milady (1952)
- Art. 519 codice penale (1952)
- Il mercante di Venezia (1953)
- Per salvarti ho peccato (1953)
- Cavallina storna (1953)
- Ursus e la ragazza tartara (1961)
- L'affondamento della Valiant (The Valiant) (1962)

## Libri
- Il Cinema nel Cuore (2015) edito da Armando Curcio Editore
- Glentmore Hotel. Al Capone suite (2016) edito da Armando Curcio Editore